# Нийнилуото, Илкка
И́лкка (Илькка) Ни́йнилуото (фин. Ilkka Maunu Olavi Niiniluoto; родился 12 марта 1946, Хельсинки, Финляндия) — финский философ и математик, специализируется в области проблематики истины и её определения в логике и философии науки, создатель концепции правдоподобия и приближения к истине. Преподаватель философии в Хельсинкском университете с 1981 года, почётный профессор этого университета. Президент Философского общества Финляндии (1975—2015).

## Биография
1 августа 2003 года был назначен ректором Хельсинкского университета на пятилетний срок (1 августа 2008 года его на этом посту сменил Томас Вильгельмссон).
25 апреля 2008 года Нийнилуото был избран канцлером Хельсинкского университета, вступил в должность 1 июня 2008 года.
Нийнилуото является главным редактором ведущего философского журнала Финляндии Acta Philosophica Fennica.
28 октября 2016 года был избран иностранным членом Российской академии наук.

## Наиболее известные работы
- Truthlikeness. — Synthese Library, Springer, 1987.
- Critical Scientific Realism. — Oxford, Oxford University Press, 2002.